# Rhinosiphora mjoebergi
Rhinosiphora mjoebergi är en mångfotingart som beskrevs av Karl Wilhelm Verhoeff 1924. Rhinosiphora mjoebergi ingår i släktet Rhinosiphora och familjen Siphonophoridae. Inga underarter finns listade i Catalogue of Life.